# 帝国议会 (俄罗斯)
帝国议会（俄语：Госуда́рственный сове́т, 正写法改革以前:Государственный совѣтъ），又译作“帝国参议院”是俄罗斯帝国从属于全俄罗斯皇帝的最高国务咨询机构，由亚历山大一世于1811年建立。自1906年起，根据《俄罗斯帝国基本法》，帝国议会作为上议院与帝国杜马一同成为俄罗斯帝国的立法机构，其成员一半由皇帝任命，另一边由东正教会等组织选出。